# Ricardo Palma (futbolista)
Ricardo Palma (Rosario, 1 de agosto de 1945-Rosario, 11 de enero de 2024) fue un futbolista y entrenador de fútbol argentino. Debutó con la casaca de Rosario Central y se desempeñaba como mediocampista ofensivo. Fue apodado Gordo.

## Carrera

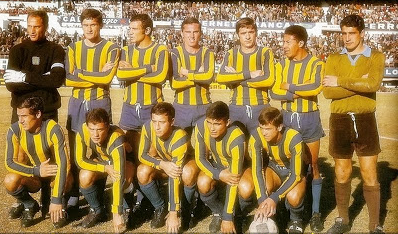
Rosario Central 1968. Parados: Andrada, Pascuttini, Mesiano, Mateos, Sesana, José Jorge González, Carnevali (arquero suplente); agachados: Gennoni, Palma, Poy, Gramajo, Alberto Gómez.

Siendo aun juvenil, se destacó en el equipo de tercera división centralista que se adjudicó el certamen de AFA para la categoría. Se destacó desde entonces por poseer grandes cualidades para el manejo del balón y el liderazgo de la ofensiva del equipo.
Su debut en la máxima categoría se produjo el 26 de julio de 1964 ante Estudiantes de La Plata por la 11.ª fecha del Campeonato de Primera División de ese año (empate 1-1).
Se fue consolidando en el mediocampo canalla junto a Carlos Griguol y José Agustín Mesiano, llegando a jugar 79 encuentros con 5 goles anotados hasta 1968; luego de jugar el Nacional dejó el club para pasar a Gimnasia y Esgrima La Plata.
En 1970 fichó por Los Andes, mientras que los dos años siguientes defendió los colores de Danubio de Uruguay.

### Como entrenador
Fue el director técnico de Rosario Central durante 1983, en un interinato que se prolongó por 22 partidos, de los que ganó 7, empató 5 y perdió 10. Sus momentos más destacados en el banco los vivió en diversas etapas al frente de Central Córdoba de Rosario, al que dirigió más de 300 partidos. El apodo de «Gordo» se lo ganó en su etapa como director técnico.
Se desempeñó en Belgrano Juniors de Arias, provincia de Córdoba, club que disputó el torneo organizado por la Liga Regional de Fútbol de Canals.

## Clubes
| Club                        | País      | Año       |
| --------------------------- | --------- | --------- |
| Rosario Central             | Argentina | 1964-1968 |
| Gimnasia y Esgrima La Plata | Argentina | 1969      |
| Los Andes                   | Argentina | 1970      |
| Danubio                     | Uruguay   | 1971-1972 |